# آلوارز د آزودو
مانوئل آنتونیو آلوارز د آزودو (۱۲ سپتامبر سال ۱۸۳۱ – آوریل ۲۵ سال ۱۸۵۲)، شاعر، نویسنده داستان کوتاه، نمایش‌نامه‌نویس و جستارنویس برزیلی معروف به «مانکو» (از سوی دوستان نزدیکش) بود. او یکی از نمادهای اصلی فرارمانتیسم و داستان گوتیک در برزیل است. در آثار او تمایل زیادی به بازی با ایده‌های متضاد همچون عشق و مرگ، عشق افلاطونی و طعنه، و سانتیمانتالیسم و بدبینی وجود دارد. او بیشترین تأثیر را از آلفرد دو موسه، فرانسوا-رنه دو شاتوبریان، آلفونس دو لامارتین، گوته و – بالاتر از همه – بایرون گرفته بود.
آثار آزودو پس از مرگش در بیست سالگی که در هنگام سوارکاری رخ داد، چاپ شد. در سال‌های اخیر با اوج گرفتن خرده فرهنگ گوت آثار آزودو چاپ و بسیار محبوب شد.